# Szőröskarú koraidenevér
A szőröskarú koraidenevér (Nyctalus leisleri) az emlősök (Mammalia) osztályának a denevérek (Chiroptera) rendjébe, ezen belül a kis denevérek (Microchiroptera) alrendjébe és a simaorrú denevérek (Vespertilionidae) családjába tartozó faj.
Tudományos nevét Johann Philipp Achilles Leisler német zoológusról kapta.
Veszélyeztetett faj. 1901-től törvényes védelmet kapott. 1974-ben, majd 1982-ben érvénybe lépett természetvédelmi jogszabályok alapján védett.

## Előfordulása
Európa nagy részén, azonban fő elterjedése Közép-Európában van, innen Kelet-Európában a Volgáig, illetve a Kaszpi-tó-ig terjed. Szórványosan, Angliában, Írországban, Belgiumban, Franciaországban, a Viscayai-öböl partvidékén, az Appennini-félszigeten, a Balkán-félsziget déli részén, Portugáliában, Azori-szigeteken, Madeirán, Afrikában Marokkóban és Algériában, a Közel-Keleten, valamint Ázsia keleti és középső részén honos. Magyarországon is megtalálható, az Alföldön és a középhegységekben. Állományáról nem rendelkezünk adatokkal rejtett életmódja, félénksége miatt, de ritka, csak kis csoportokban fordul elő. Szorosabban kötődik az erdőkhöz, mint a rokona, a rőt koraidenevér (Nyctalus noctula). 2400 méter magasságig is felhatol.

## Alfajai
- Nyctalus leisleri leisleri Kuhl, 1817
- Nyctalus leisleri verrucosus Bowditch, 1825

## Megjelenése
Testhossza  5–7 centiméter, szárnyfesztávolsága 26–32 centiméter, testtömege 14–20 gramm. Szőrzete láthatóan kétszínű. Hosszabb szőrökből álló, lágy tapintású bundája a vitorlára is ráterjed, nevét is erről kapta.

## Életmódja
Hegyek és síkvidékek lombos erdőiben él. Nyáron farepedésekben, odúkban, erdei faépítményekben, elvétve épületek padlásán húzódik meg. Vadászni este korán kirepül, néha kétszer is egy éjszaka. A nagyon sűrű erdőkben nappal is előfordulhat. Röpte gyors és cikázó, tápláléka lepkék, tegzesek, kétszárnyúak, szezonálisan más rovarok is, de bogarakat csak nagyon ritkán fogyaszt.
Mindig társasan telel, magasabb faodvakban. Téli álma október elejétől április elejéig tart. A leghosszabb ismert vándorlása 810 km.

## Szaporodása
Nagyon kevés információval rendelkezünk a szaporodásáról. Évente egy alkalommal két utódot kölykezik.

## Védelme
Az idős erdők megóvása, mert a fakitermeléssel eltűnik az adott területről, de sokszor el is pusztulnak, mert nincs idejük kirepülni. Fiatalabb erdőkben speciális denevérodúk kihelyezésével próbálják megtelepíteni, szaporodásukat elősegíteni.